# كريستوفر باسباي
كريستوفر باسباي (بالإنجليزية: Christopher Busby)‏ هو كيميائي بريطاني، ولد في 1 سبتمبر 1945.